# バーニス・リウ
バーニス・リウ（廖碧兒、簡体字: 廖碧儿, 拼音: liào bìér。1979年1月6日 -）は、カナダブリティッシュコロンビア州バンクーバー市生まれの女性歌手、女優。中国系カナダ人。愛称はBernice、B2、公主など。身長171cm。体重52kg。TVB、TVBミュージック所属。

## 人物・経歴

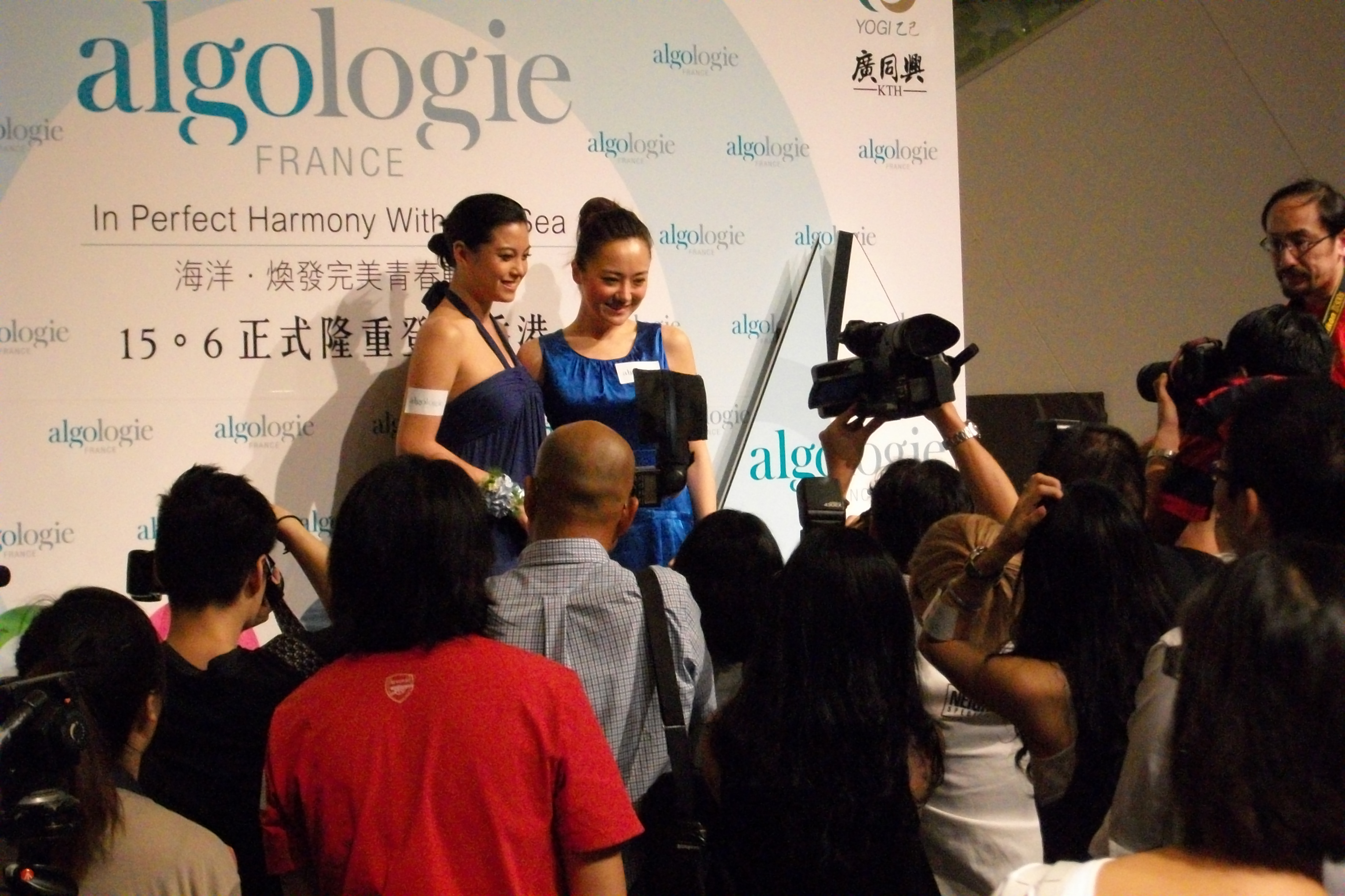

カナダ・ブリティッシュコロンビア州バンクーバーに生まれる。

UBC（ブリティッシュコロンビア大学）を卒業し、2000年に行われたミス華僑バンクーバー代表に選ばれる。翌2001年に行われたTVB主催国際ミス華僑においても優勝した。
その後、TVBと契約し芸能界デビュー。ドラマや広告モデルを中心に活動している。

## 出演作品

### テレビドラマ (TVB)
- 2001年：皆大歓喜 - 深田公主／恭恩素 役
- 2002年：流金歲月 - 姚思麗（Alice）役
- 2003年：律政新人王 - 蒋思嘉（Jessica）役
- 2003年：皆大歓喜 - 王儀（Joey）役
- 2004年：富豪海灣至尊家縁 - 游敏怡 役
- 2005年：心花放 - 紀美麗 役
- 2005年：妙手仁心III - 曾淑淇（Betsy）役
- 2005年：人間蒸發 - 萬大寶 役
- 2007年：突圍行動 - 徐穎（Wing）役
- 2007年：強劍 - 北堂紫瓏 役
- 2007年：凶城計中計 - 霍倩瑤 役
- 2007年：同事三分親 - 廖碧兒（ゲスト）役
- 2007年：舞動全城 - 李心盈（Samantha）役
- 2007年：律政新人王II - 蒋思嘉（Jessica）（ゲスト）役
- 2008年：和味濃情 - 高柔麗（Ally、嚴麗）役
- 2008年：當狗愛上猫 - 文梓淇 役
- 2008年：盛世人傑 - 狄青鸞 役
- 2009年：企業醫生
- 2009年：法證先鋒Ⅲ - 高彦佳（Teresa）役

### 映画
- 2002年：『我老婆唔夠秤』 - MISS 李 役
- 2003年：『炮製女朋友』 -  Winnie 役
- 2004年：『重案黐孖Gun』 -  Macy 役

## 出演したミュージックビデオ
- 古天楽（ルイス・クー）「樂天」
- 郭富城（アーロン・クオック）「愈愛愈好」
- バーニス・リウ「實情」
- バーニス・リウ「分手」
- 林峯（レイモンド・ラム）「愛在記憶中找你」

## 音楽作品

### テレビドラマ主題歌
- 2001年：等愛的女人（「皆大歓喜」挿入歌）（アルバム「皆大歡笑」に収録）
- 2003年：鬥氣冤家（「皆大歓喜」挿入歌）（フランキー・ラムとのデュエット） （アルバム「皆大歡笑」に収録）
- 2003年：皆大歡笑（「皆大歓喜」主題歌）（アルバム「皆大歡笑」に収録）
- 2005年：心裡話（「心花放」挿入歌）（モーゼス・チャン、ケニックス・クオック、マイケル・タオと共に合唱）
- 2005年：實情（「人間蒸發」主題歌）（アルバム「金牌女兒紅」に収録）
- 2007年：分手（「突圍行動」エンディング曲）（アルバム「金牌女兒紅」に収録）
- 2007年：還用在意嗎（「凶城計中計」主題歌）
- 2007年：I`m So In Love With You（「舞動全城」主題歌）（アルバム「歌影傳情」に収録）

### その他の歌
- 2006年：朱古力與雲呢拿（テレビアニメ「シュガシュガルーン」広東語版主題歌）（ミョーリー・ウーとのデュエット）
- 2008年：夢（テレビアニメ「ドラえもん」広東語版主題歌）

## 広告
- 瑪花纖體
- リプトン
- REVLON
- BOOTS
- NIKE
- Lactacyd
- rakapaya
- 詩迪芭香薰沐浴乳
- 美纖飲
- Soft美白香薰沐浴露
- SlimPro
- Tense Slim
- Foot Spot
- 六福ジュエリー
- フランス・ブライダル
- papajelly
- LF減肥丸
- Neutrogena
- La Pagayo
- 香港ジョッキークラブ